# Ilha Os Irmãos (Malvinas)
A ilha Os Irmãos (em inglês: Wreck Island) é uma das Ilhas Malvinas. Encontra-se a este da ilha Culebra, ao norte da ilha Trinidad e o oeste do arrecife da Cruzada.